# チャーマ・ラージャ1世
チャーマ・ラージャ1世（Chama Raja I, 1408年 - 1459年）は、南インドのカルナータカ地方、マイソール王国の君主（在位：1423年 - 1459年）。

## 生涯
1423年、父ヤドゥ・ラーヤが死亡したことにより、チャーマ・ラージャ1世がその王位を継承をした。
1459年、チャーマ・ラージャ1世は死亡し、息子のティンマ・ラージャ1世がその王位を継承した。